# General Pedro María Anaya, Hidalgo
General Pedro María Anaya är en ort i Mexiko.   Den ligger i kommunen Tepetitlán och delstaten Hidalgo, i den sydöstra delen av landet, 80 km norr om huvudstaden Mexico City. General Pedro María Anaya ligger 2 036 meter över havet och antalet invånare är 1 548.
Terrängen runt General Pedro María Anaya är kuperad åt nordväst, men åt sydost är den platt. Runt General Pedro María Anaya är det ganska tätbefolkat, med 214 invånare per kvadratkilometer. Närmaste större samhälle är Tula de Allende, 11,6 km söder om General Pedro María Anaya. Trakten runt General Pedro María Anaya består till största delen av jordbruksmark.